# 登録修理業者
登録修理業者（とうろくしゅうりぎょうしゃ）は、特別特定無線設備の修理に関し、総務大臣の登録を受けた事業者である。

## 定義
電波法第38条の41に「第38条の39第1項の登録を受けた者」と規定している。
第38条の39は特別特定無線設備の修理の事業を行う者は、総務大臣の登録ができることを規定している。
また、電気通信事業法第68条の5にも「第68条の3第1項の登録を受けた者」と規定している。
第68条の3は特定端末機器の修理の事業を行う者は、総務大臣の登録ができることを規定している。

## 経緯
従来、特定無線設備の修理は、その製造業者（メーカー）やこれと契約を結んだ修理業者ができるものとされてきた。
修理により技術基準適合証明等について電波法令の技術基準が担保されているかが不明となることによる。
しかし、修理することそのものを禁止する法規制は無く、グレーゾーンとされてきた。
一方、スマートフォンの急速な普及に伴い、故障した液晶パネル等をメーカーとは関係なく修理する非正規修理業者も現れるようになった。
総務省では、2012年（平成24年）に電波有効利用の促進に関する検討会を開催し、同年12月の報告書

で、携帯電話端末について「米国では製造業者が自ら行うことはなく、第三者たる修理業者が、製造業者から委託を受けるか又は技術情報等の提供を受けながら修理を行っている。 」とし、わが国では「製造業者との契約がなく、工事設計情報の提供を受けていない第三者が、修理・検査した再生品の取扱いが必ずしも明確でなかったため、技術基準適合性を担保される修理の範囲等を明確化することが適当である。」と報告された。
報告を受け、2014年（平成26年）に電波法が改正された。特別特定無線設備は電気通信事業法に規定する特定端末機器でもあるので、同法においても修理業者は技術基準適合認定等についての技術基準を担保することも要求されることが規定された。
2015年（平成27年）2月には、両法に基づき総務省令登録修理業者規則が制定

、端末機器の技術基準適合認定等に関する規則に登録修理業者について規定

され、同年4月（平成27年度）より、特別特定無線設備について修理方法及び修理体制並びに修理の結果が電波法令および電気通信事業法令の技術基準への適合性維持が確認できる事業者を登録し、技術基準を担保することができることとなった。

## 実際
経緯にあるとおり電波法令と電気通信事業法令の両者の規制を受ける。

### 対象
特別特定無線設備の種別は特定無線設備の技術基準適合証明等に関する規則第2条第2項に2013年（平成25年）6月28日

現在、次のものが規定されている。
- コードレス電話
- 携帯電話端末
- PHS端末
  - 上記の三種別の機器に無線LAN端末を搭載したもの
- 無線アクセス端末

これらのディスプレイ、フレーム、マイク、スピーカー、カメラ、操作ボタン、コネクタ、バイブレータ、電池などの電波の特性及び電気通信回線設備を利用する他の利用者の通信に影響を与えるおそれの少ない部分に限られる。

### 登録
登録の基準
電波法第38条の40第1項
1. 特別特定無線設備の修理の方法が、修理された特別特定無線設備の使用により他の無線局の運用を著しく阻害するような混信その他の妨害を与えるおそれが少ないものとして総務省令で定める基準に適合するものであること。
2. 修理の確認の方法が、修理された特別特定無線設備が前章に定める技術基準に適合することを確認できるものであること。

電気通信事業法第68条の4第1項
1. 特定端末機器の修理の方法が、修理された特定端末機器の使用により電気通信回線設備を利用する他の利用者の通信に著しく妨害を与えるおそれが少ないものとして総務省令で定める基準に適合するものであること。
2. 修理の確認の方法が、修理された特定端末機器が第52条第1項の総務省令で定める技術基準に適合することを確認できるものであること。

欠格事由
電波法第38条の40第2項
1. 電波法に規定する罪を犯して刑に処せられ、その執行を終わり、又はその執行を受けることがなくなった日から2年を経過しない者であること
2. 第24条の10又は第24条の13第3項の規定により登録を取り消され、その取消しの日から2年を経過しない者であること。
3. 法人であって、その役員のうちに前二号のいずれかに該当する者があること。

電気通信事業法第68条の4第2項
1. 第68条の11の規定により登録を取り消され、その取消しの日から2年を経過しない者であること。
2. 法人であって、その役員のうちに前号に該当する者があること。

登録申請
登録申請書には、修理方法書を添付することが義務とされる。

修理方法書には、修理の確認に使用する測定器等について、測定器等の較正に関する規則に基づくまたはこれと同等の較正の計画について記載しなければならない。
但し、特性試験を全部外部委託する場合は除く。

メーカーからの情報については、提供を受けている時のみ記載するものとしている。

また、実施する事業所を全て記入しなければならない。
申請は法人毎に行うので、フランチャイズの場合は別法人となり、別途申請しなければならない。
公表
次の事項がインターネットその他により公表される。
1. 氏名又は名称
2. 所在地
3. 登録年月日
4. 登録番号
5. 修理する機器の範囲及び修理の箇所

変更登録
次の事項を変更するときは、登録内容の変更を申請しなければならない。
登録修理業者規則第4条
1. 修理する特別特定無線設備の範囲
2. 特別特定無線設備の修理の方法の概要
3. 修理された特別特定無線設備が技術基準に適合することの確認方法の概要

端末機器の技術基準適合認定等に関する規則第49条
1. 修理する特定端末機器の範囲
2. 特定端末機器の修理の方法の概要
3. 修理された特定端末機器が技術基準に適合することの確認方法の概要

手数料
電波法関係手数料令による。
- 登録手数料 50,700円
- 変更登録手数料 19,000円

電気通信事業法施行令による。
- 登録手数料 50,700円
- 変更登録手数料 19,000円

申請する特別特定無線設備または特定端末機器の種類の数に制限は無い。

### 表示
修理を行った際は、登録修理業者規則別表第8号および端末機器の技術基準適合認定等に関する規則様式第19号による次の表示をする。
登録修理 RXXXXXX
登録修理 TXXXXXX
登録番号（R/T及び６桁の数字）を枠で囲み、「登録修理」の文字に続けて付加したものとする。
Rは電波法、Tは電気通信事業法を示す。
1. 文字の大きさは高さ3㎜以上であること
2. 材料は、容易に損傷しないものであること
3. 色彩は適宜とする。ただし、表示を容易に識別できるものであること

修理を行わないのに、この表示または紛らわしい表示をした者は、電波法および電気通信事業法により、各々50万円以下の罰金刑に処される。

### 記録
修理内容と技術基準に適合することの確認の記録は10年間保存しなければならない。

### 監督
総務大臣は、登録修理業者が電波法又は電気通信事業法の規定に違反していると認めるときは、登録修理業者に対し修理の方法又は修理の確認の方法の改善その他の措置をとるべきことを命ずることができる。
また、欠格事由に該当するに至ったときは、その登録を取り消さなければならない。
必要と認めるときには、報告徴収、立入検査を実施することができる。

## 留意事項
- 修理業者が登録をするか否かは業者の任意である。ただし非登録の修理業者で修理を行った場合、特定無線機端末の違法改造となる。
- 無登録の修理業者が特定無線機端末を修理した場合は無登録の修理業者を利用したユーザー・修理事業者が処罰の対象になる可能性がある。
- 登録申請にあるように、修理業者はメーカーから情報を必ずしも提供を受けているわけではなく、この場合には登録修理業者が技術基準を保証することはメーカーとは無関係となる。すなわち、登録修理業者による修理であってもメーカー保証が無効になる可能性がある。
- 登録は特別特定無線設備または特定端末機器ごとに行われる。
  - 携帯電話端末には複数の特定無線設備が搭載されるのが一般的となっている。修理をするにはそのすべてについて登録されていなければならない。
  - 同一機種であっても製造時期により異なる特定無線設備または特定端末機器が搭載されることがある。登録されていない特別特定無線設備または特定端末機器については修理できない。
  - 機種が異なれば特定無線設備または特定端末設備が異なるのが普通である。修理業者は新機種が登場するごとに変更登録を要することとなる。
- 登録申請に際し、較正の計画について記載することは、技術基準適合証明の証明機関や技術基準適合認定の認定機関、登録検査等事業者等の登録の要件と同様である。
- 修理業務に関して部品供給や修理技術者の認定など様々な民間団体があるが、これらは総務省の許可や認証を要するものではない。
- 特定端末機器とは、電気通信回線に接続される端末機器で技術基準適合認定されたもので、特別特定無線設備ではない、つまり電波法令の適用を受けないものもある。例えば電話機について修理業者が電気通信事業法令のみに基づき登録申請をすることも制度上は可能である。
- 登録修理業者と表示されていても、機種（モデル）ごとに登録をしなくてはいけなく、すべての本体が登録申請をされているとは限らない。

## 登録業者一覧
2019年2月19日現在
- アシュリオン・ジャパン株式会社
- 株式会社クレア
  - スマートドクタープロ大阪心斎橋本店
  - スマートドクタープロ大阪梅田店
  - スマートドクタープロ京都烏丸店
  - スマートドクタープロ京都河原町店
  - スマートドクタープロ神戸三宮店
  - スマートドクタープロ福岡天神店
  - スマートドクタープロ天王寺駅前店
  - スマートドクタープロ長野茅野店
- モバイルケアテクノロジーズ株式会社
- 株式会社フラッシュエージェント
  - スマホ修理王　渋谷神南本店
  - スマホ修理王　TSUTAYA北千住店
  - スマホ修理王　上野御徒町店
  - スマホ修理王　イオシス秋葉原店
  - スマホ修理王　名古屋栄店
  - スマホ修理王　イオシス大須店
  - スマホ修理王　大阪心斎橋店
  - スマホ修理王　イオシスなんば店
- スマホステーション株式会社
  - スマホステーション吉祥寺店
  - スマホステーション株式会社 本社内スマホ修理センター
  - スマホステーション株式会社 スマホデータ復旧センター
- 株式会社イー・トラックス
  - スマートドクタープロ高槻店
  - スマートドクタープロゆめタウン広島店
- ICracked Japan 株式会社
  - iCracked Store 渋谷
  - iCracked Store 心斎橋
  - iCracked Store さっぽろポールタウン
  - iCracked Store 本厚木
  - iCracked Store 池袋ロフト
- 株式会社ゲオ
  - GMB 札幌狸小路 4 丁目店
  - GEO 札幌手稲店
  - GEO 札幌環状通東店
  - GEO 函館昭和店
  - GEO 苫小牧新生台店
  - GEO 旭川大町店
  - GEO 笠懸店
  - GMB 川口樹ﾓｰﾙ店
  - GEO 大宮駅前店
  - GEO 草加新田店
  - GEO ﾌﾚｽﾎﾟ八潮店
  - GEO 富里店
  - GMB ｱｷﾊﾞ店
  - GEO 池袋北口店
  - GEO 中野ﾌﾞﾛｰﾄﾞｳｪｲ店
  - GMB 渋谷ｾﾝﾀｰ街店
  - GMB 吉祥寺店
  - GMB 名古屋大須万松寺通店
  - GMB 名古屋大須新天地通店
  - GEO 金山駅北口店
  - GMB 名古屋栄森の地下街店
  - GMB 京都新京極店
  - GEO 大阪日本橋店
  - GMB なんばｳｫｰｸ店
  - GMB 大阪駅前第 3 ﾋﾞﾙ店
  - GMB 神戸三宮店
  - GMB 博多駅筑紫口店
  - GEO 福岡博多口店
  - GEO 福岡西新店
  - GEO 北九州中津口店
  - GEO 那覇新都心店
  - 岩倉物販流通
  - 高崎流通
  - 札幌流通
  - 福岡流通
  - 名古屋流通
- 株式会社AppBank Store
  - 株式会社AppBank Store
  - AppBank Store ららぽーと新三郷
  - AppBank Store 池袋PARCO
  - AppBank Store うめだ
  - AppBank Store 渋谷モディ
  - AppBank Store 新宿サブナード
  - AppBank Store ららぽーと立川立飛
- エース株式会社
  - スマートドクタープロ和歌山岩出店
  - スマートドクタープロ和歌山パームシティ店
- MEC.i株式会社
  - MEC.i株式会社 東京センター
  - MEC.i株式会社 秋葉原事業所
- 緒方 和博
  - スマートドクタープロ久留米店
- 日本特殊軽電株式会社
  - スマートドクタープロ富山店
- 株式会社リンゴ屋
  - 株式会社リンゴ屋東京本部
  - 株式会社リンゴ屋ドンキホーテ北池袋店
  - 株式会社リンゴ屋MEGAドンキホーテ板橋志村店
  - 株式会社リンゴ屋ドンキホーテ道頓堀御堂筋店
  - 株式会社リンゴ屋MEGAドンキホーテ名古屋店
  - 株式会社リンゴ屋ヤマダ電機池袋アウトレットリユース店
- 北筑電業株式会社
  - スマートドクタープロ北九州店
  - スマートドクタープロ小倉駅前店